# Генератор кључева
Генератор кључева (енгл. key generator; keygen) је програм који омогућава бесплатно генерисање кључева за активацију шервер програма. Овакви програми „крекују“ друге софтвере.
Генератори кључева могу бити направљени од директниг креатора програма, легитимни, или се могу направити нелегитимно кршењем ауторских права. Нелегитимне генераторе кључева обично праве крекери.
Лепо је знати да су многи вируси заправо овакви програми па се треба пазити шта се преузима.

## Референције
1. ↑  Крековање је модификација неког софтвера коришћењем неког програма.